# Mooshummel
Die Mooshummel (Bombus muscorum) ist eine Art der Hummeln (Bombus). Die Art ist in der Roten Liste gefährdeter Arten Deutschlands als stark gefährdet (Kategorie 2) gelistet.

## Merkmale
Die Tiere erreichen eine Körperlänge von 17 bis 19 mm (Königin), 10 bis 16 mm (Arbeiterin) bzw. 13 bis 15 mm (Drohn). Ihre Flügelspannweite beträgt 32 bis 35 mm (Königin), 22 bis 30 mm (Arbeiterin) bzw. 26 bis 29 mm (Drohn). Die Tiere sind in ihrer auffälligen Färbung nicht variabel. Ihr Thorax ist gelborange bis rötlichbraun behaart. Man kann die Art mit der Veränderlichen Hummel (Bombus humilis) und der Ackerhummel (Bombus pascuorum) verwechseln, ihr fehlen aber schwarze Haare am Thorax und Flügelansatz. Der Kragen und das Schildchen (Scutellum) sind etwas heller behaart. Der Hinterleib ist gelblich und trägt manchmal am zweiten oder dritten Tergit ein honigbraunes Band. Das letzte Tergit ist schwarz gefärbt und kürzer behaart als bei der Veränderlichen Hummel. Im Vergleich zu den ähnlichen Arten ist die Behaarung der Mooshummel jedoch im Allgemeinen und besonders am Thorax länger, dichter und gleichmäßig lang. Der Kopf der Hummeln ist mittellang, der Saugrüssel ist lang und erreicht eine Länge von 13 bis 15 mm (Königin) bzw. etwa 9 mm (Drohn).

## Vorkommen
Die Art kommt in weiten Teilen Europas vor, ist jedoch sehr selten. Sie besiedelt im Flachland offene, Feucht- und Sumpfgebiete sowie Moore in der Nähe von Seen und der Meeresküste. Königinnen auf Nestsuche findet man von Anfang/Mitte Mai bis Mitte Juni, Arbeiterinnen von Ende Mai/Anfang Juni bis Ende September und Jungköniginnen sowie Drohnen von Anfang/Mitte August bis Ende September.

## Lebensweise
Die Mooshummel ist Nestbauer und legt ihre Nester immer oberirdisch in Grasbüscheln oder unter Moos sowie in verlassenen Nestern auf Bäumen, in Nistkästen oder an Häusern an. Sie erreichen eine Populationsstärke von 50 bis 120 Tieren. Als Pocketmaker lagern sie Pollen in um die Brutzellen herum angelegten Taschen. Die Königin kann man am hohen Summton erkennen, der ähnlich dem der Veränderlichen Hummel ist.
Zu den wichtigsten Trachtpflanzen gehören Taubnesseln, Zieste, Beinwell, Disteln, Flockenblumen, Heidekraut, Wiesen-Klee, Weiß-Klee, Wicken, Schwarznesseln und Echtes Herzgespann.

## Belege